# Андромеда I
Андромеда I — карликовая сфероидальная галактика (dSph) на расстоянии 2,40 ± 0,08 миллионов световых лет от Земли в созвездии Андромеды. Андромеда I входит в местную группу галактик и является галактикой-спутником галактики Андромеды (M31). And I находится на небесной сфере примерно в 3,5 градусах к югу и чуть-чуть к востоку от М31. На 2005 год это ближайший известный сфероидальный спутник галактики Андромеды: проецированное расстояние между And I и М31 составляет около 40 кпк или примерно 150 тыс. световых лет.
Андромеда I была обнаружена в 1970 году Сидни ван ден Бергом при обработке наблюдений на 48-дюймовом телескопе Паломарской обсерватории. Дальнейшее изучение Андромеды I было выполнено с помощью камеры WFPC2 космического телескопа Хаббл. Оно показало, что звёзды горизонтальной ветви, как и в других карликовых сфероидальных галактиках, являются преимущественно красными. Этот факт, а также измеренное обилие голубых звёзд горизонтальной ветви и обнаружение в галактике 99 звёзд типа RR Лиры приводят к выводу о прохождении галактики в прошлом через продолжительную стадию звездообразования. Предполагаемый возраст составляет примерно 10 миллиардов лет. Кроме того, с помощью наблюдений Андромеды I на космическом телескопе Хаббла было обнаружено шаровое скопление; And I является наименьшей по светимости галактикой среди тех, в которых были найдены такие скопления.